# Hörsten (Seevetal)
Hörsten – miejscowość w gminie Seevetal w powiecie Harburg w niemieckim kraju związkowym Dolna Saksonia. Należy do gminy Seevetal od 1 lipca 1972 roku. Hörsten zamieszkuje 623 mieszkańców (30 czerwca 2008). Jest to jedna z mniejszych miejscowości gminy.
Hörsten leży nad rzeką Seeve, niedaleko jej ujścia do Łaby.
Nie ma tu ani szkoły, ani sklepów, ani przemysłu. Dzieci dojeżdżają albo do Meckelfeld, albo do Maschen. Hörsten razem z Maschen i Horst wspólnie tworzą (niem. Ortsrat), czyli radę miejscowości.
W odróżnieniu od pobliskich Maschen i Meckelfeld jest miejscowością o charakterze rolniczym.
W pobliżu znajduje się kilka sztucznych jezior utworzonych w czasie budowy kolejowej stacji rozrządowej w latach 1970–1977 w Maschen.